# 妙楽寺 (千葉県睦沢町)
妙楽寺（みょうらくじ）は、千葉県長生郡睦沢町妙楽寺にある天台宗の寺院。山号は東岳山。

## 歴史
寺伝によれば嘉祥年間（848年 - 850年）、天台宗を東国に広めた円仁（慈覚大師）が創建したという。平安時代後期にさかのぼる仏像を所蔵している。

## 文化財
木造大日如来坐像（重要文化財）
当寺の本尊。平安時代後期の作で、カヤ材の一木造。座高2.8mで、千葉県内の古彫刻の坐像としては最も大きく、東日本においても有数の大きさをもつ。全体的にふくよかで、太い腕や厚い胸、堂々たる重量感には東国武士に好まれた力強い表現がみられ、流麗な衣は平安時代後期の中央様式の特徴を残している。
本堂には、本尊の木造大日如来坐像のほか、木造不動明王立像1体と木造毘沙門天立像2体（いずれも千葉県の有形文化財）の3体の仏像も安置されている。
妙楽寺周辺の森林は「妙楽寺の森」として千葉県の天然記念物に指定され、クスノキなどが混生するスダジイの極相林には多くのシダ類も見られる。また、さまざまな鳥類や昆虫類も生息しており、特筆すべきものとしてはヒメハルゼミがあげられる。

## 交通アクセス
- JR東日本外房線上総一ノ宮駅より小湊鉄道バス大多喜行20分、御大日下徒歩5分